# Либерални конзервативизам
Либерални конзервативизам је варијанта конзервативизма који укључује либералне ставове о економским и етичким питањима.
Обично су либерал-конзервативне политике присутне у земљама у којима је либерални модел економије већ дубоко укорењен и због тога се треба, по мишљењу конзервативаца, и сачувати.
Такође, постоје неке земље у којима су либерал-конзервативни покрети утицајни и зато изрази „либералан“ и „конзервативан“ могу постати синонимни, као у Аустралији и јужној Европи. 
Ставови либерално конзервативних странака су блиски ставовима демохришћанских странака. Првобитно, либерал-конзервативци су били отворенији по питању слободног тржишта од хришћанских демократа. Међутим, са процесом секуларизације, многе европске хришћанско-демократске странке су се приближиле либерализму док су многе конзервативне партије у Европи постале заинтересованије за решавање социјалних питања. 
Већина странака које заступају либерал-конзервативне ставове у Европи су чланице Европске народне партије.